# مارسیو روبرتو دوس سانتوس
مارسیو روبرتو دوس سانتوس (به پرتغالی: Márcio Roberto dos Santos) مدافع اهل برزیل است که در شهر سائوپائولو و در تاریخ ۱۵ سپتامبر ۱۹۶۹ به دنیا آمده‌است.
مارسیو روبرتو دوس سانتوس در تیم‌های فوتبال Novorizontino ،اینترناسیونال، Botafogo، بوردو، فیورنتینا و آژاکس آمستردام سابقهٔ حضور دارد. این بازیکن همچنین در سال، ۱۹۹۰ – ۱۹۹۷ ۴۳ بار برای، تیم ملی فوتبال برزیل به میدان رفته‌است و طی این مدت ۵ گل به ثمر رسانده‌است.